# The Appointments of Dennis Jennings
The Appointments of Dennis Jennings é um filme de drama em curta-metragem estadunidense de 1988 dirigido e escrito por Dean Parisot, Steven Wright e Mike Armstrong. Venceu o Oscar de melhor curta-metragem em live action na edição de 1989.

## Elenco
- Steven Wright
- Rowan Atkinson
- Laurie Metcalf